# Sharni Vinson
Sharni Vinson (Sydney, 22 juli 1983) is een Australisch model en actrice. Ze speelde onder meer Cassie Turner in de soapserie Home and Away en had hoofdrollen in films als Step Up 3D en You're Next.

## Biografie
Vinson is de dochter van een blanke Australische moeder en een zwarte Canadese vader. Ze heeft haar vader niet echt gekend, want hij verhuisde na haar geboorte meteen terug naar Canada. Haar moeder was theateractrice en haar grootmoeder was balletdanseres. Ze heeft tien jaar lang ballet gedaan. Op haar zevende kreeg ze een rol in een reclamespot. Vinson studeerde drie jaar bij het Australian Theatre for Young People en toen ze twaalf jaar was ging ze dans studeren aan de Brent Street School of Performing Arts. Ze wilde graag musicals doen en concentreerde zich op dans, zang en acteren. Ze heeft optredens gedaan in vele producties in nachtclubs in Sydney en evenementen waaronder een voetbalfinale. In 2004 had ze een rol in de musical Grease. Vinson heeft ook twee jaar bij een meidengroep gezongen en is ook vele malen op televisie verschenen. Tijdens haar studies deed ze ook modeshows als bijverdienste.
Voor Vinson een vaste rol in de Australische soap Home and Away kreeg had ze al twee gastoptredens gedaan, in 2001 en 2003. Eind 2004 vroeg men haar auditie te doen voor de rol van Martha MacKenzie in de serie, een rol die uiteindelijk naar Jodi Gordon ging. Ze kreeg uiteindelijk de rol van Cassie Turner. Naast zingen, dansen en acteren houdt Vinson ook van pony's, reizen, waterskiën, jetskiën en zwemmen. In die laatste discipline had ze tijdens haar schooljaren nog met succes aan competitie gedaan. Nu heeft ze ook de hoofdrol in de nieuwste Step Up 3D film.
Van juli 2007 tot juli 2008 was ze een koppel met A.J. Buckley, bekend uit CSI:NY, ze leerden elkaar kennen op de barbecue ter gelegenheid van Independence Day. In dat jaar was Vinson al naar L.A. verhuisd.
In 2011 leert ze Kellan Lutz kennen van Twilight. In mei 2013 is hun relatie voorbij.